# بولتيهنيكا تيميسوارا
بولتيهنيكا تيميسوارا هو نادي كرة قدم في رومانيا تأسس في 4 ديسمبر 1921م. تم إغلاقه عام 2012م بسبب تراكم الديون.